# Свети Атанасий (Грачани)
Вижте пояснителната страница за други значения на Свети Атанасий.
„Свети Атанасий“ (на гръцки: Ναός Αγίου Αθανασίου) е възрожденска православна църква край южномакедонското велвендско село Палеограцано (Грачани), Егейска Македония, Гърция, част от Сервийската и Кожанска епархия.

## Местоположение
Църквата е разположена между Палеограцано и бившето село Грачани, близо до „Свети Георги“.

## История
Църквата е стар еднокорабен, недатиран храм. Към 30-те години на XX век е в руини и е реставриран, а в 1960 година е изписан.